# Fortaleza de Akkermán
La fortaleza de Akkermán (en ucraniano: Аккерманська фортеця), también conocido como fortaleza de Bíljorod del Dniéster (en ucraniano: Білгород-Дністровська фортеця), es un monumento histórico y arquitectónico de los siglos XIII-XIV situado en Bíljorod del Dniéster, en el óblast de Odesa del suroeste de Ucrania.

## Historia
La fortaleza fue construida sobre los restos de Tiras, una antigua ciudad griega en la costa norte del Mar Negro que existió hasta el siglo IV (primero los godos y luego los hunos destruyeron la ciudad). Antes, después de los griegos, en el lugar de Tiras vivieron eslavos y búlgaros. En el siglo X, la actual Bíljorod era parte de la rus de Kiev. Posteriormente pasó a ser propiedad del reino de Hungría y luego del principado de Galicia-Volinia, donde permaneció hasta la invasión de los mongoles.
No se sabe cuándo se inició la construcción de la fortaleza, pero la mayoría de los historiadores actuales creen que fue un enclave comercial de la República de Génova en el mar Negro, establecido por primera vez en el siglo XIII. El territorio fue entregado a la Horda de Oro, pero los genoveses lograron aliarse con los mongoles. La actual Bíljorod era oficialmente la ciudad de los tártaros, pero estaba gobernada por los genoveses y controlaba el estuario del Dniéster.
En la segunda mitad del siglo XIV, el reino de Lituania reemplazó a Génova y en el siglo XIV, el principado de Moldavia obtuvo el control de los lituanos.

### Periodo otomano
En el siglo XV, el Imperio otomano intentó repetidamente capturar la ciudad. El asedio más duro tuvo lugar en agosto de 1484, cuando un ejército de 300.000 hombres del sultán otomano Bayezid II y 50.000 tropas del kan Meñli I Giray de Crimea, apoyados por más de 100 grandes barcos, sitiaron el castillo desde la costa y el estuario. Después de un asedio de nueve días, la fortaleza fue tomada. En 1485, Esteban III de Moldavia intentó recuperar la fortaleza, pero fracasó.
El Imperio otomano hizo de Bíljorod (entonces denominada Akkermán) uno de sus bastiones en el norte. La ciudad sufrió interminables ataques de los cosacos de Zaporiyia. Los jefes cosacos intentaron repetidamente saquear la ciudad, así como los moldavos y los polacos. Sin embargo, Akkermán siguió siendo un bastión inexpugnable. Akkermán fue a menudo un lugar de refugio durante las campañas del kanato de Crimea, y el kan de Crimea Islam II Giray incluso murió en la fortaleza y fue enterrado en la mezquita (ahora sólo queda un minarete). Durante la larga dominación turca, la fortaleza de Akkermán fue reconstruida y renovada repetidamente con nuevas fortificaciones. En 1657, Melek Ahmed Pasha reforzó significativamente la fortaleza. En 1707, los turcos invitaron a ingenieros militares franceses, quienes construyeron una nueva línea de bastión. Después de 1756, la fortaleza se consolidó y reparó casi todos los años.
El siglo XVIII vio tres guerras ruso-turcas. Primero, en 1770, la fortaleza fue invadida por el ejército ruso. Los invasores rusos no pudieron permanecer allí por mucho tiempo y, según el tratado de Küçük Kaynarca, finalmente devolvieron la ciudad en 1774. En 1789, la ciudad fue capturada sin lucha por un gran destacamento de cosacos del Don y Jäger encabezados por Mijáil Kutúzov. Al año siguiente, Kutúzov se convirtió en comandante de la fortaleza, pero tuvo que dejar este puesto poco después. Según el acuerdo entre Rusia y el Imperio otomano, el río Dniéster era su frontera. El período otomano en Bíljorod del Dniéster terminó en 1812, tras la guerra ruso-turca de 1806-1812, cuando Rusia tomó la parte oriental del principado de Moldavia, entre los ríos Prut y Dniéster. El tratado de Bucarest de 1812 puso a Besarabia (incluido Budyak y Bíljorod del Dniéster) bajo el control del Imperio ruso.

### SigloXXI
En 2009, la fortaleza de Akkermán se añadió al Registro Estatal de Monumentos Inmuebles de Ucrania. En 2019, junto con los restos de la ciudad de Tiras, la fortaleza fue incluida en la Lista Tentativa del Patrimonio Mundial de la Unesco.

## Galería

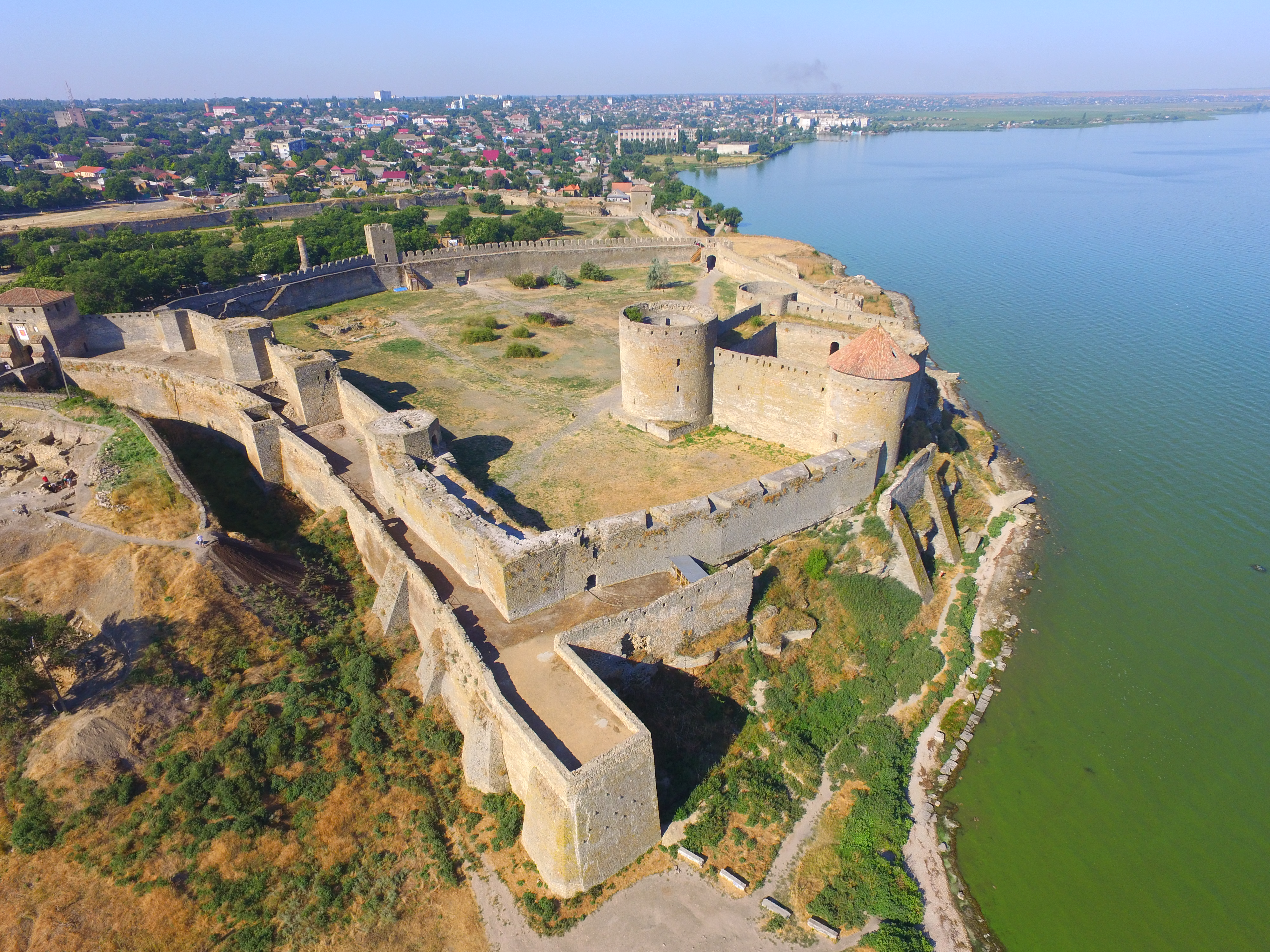
Vista aérea de la fortaleza
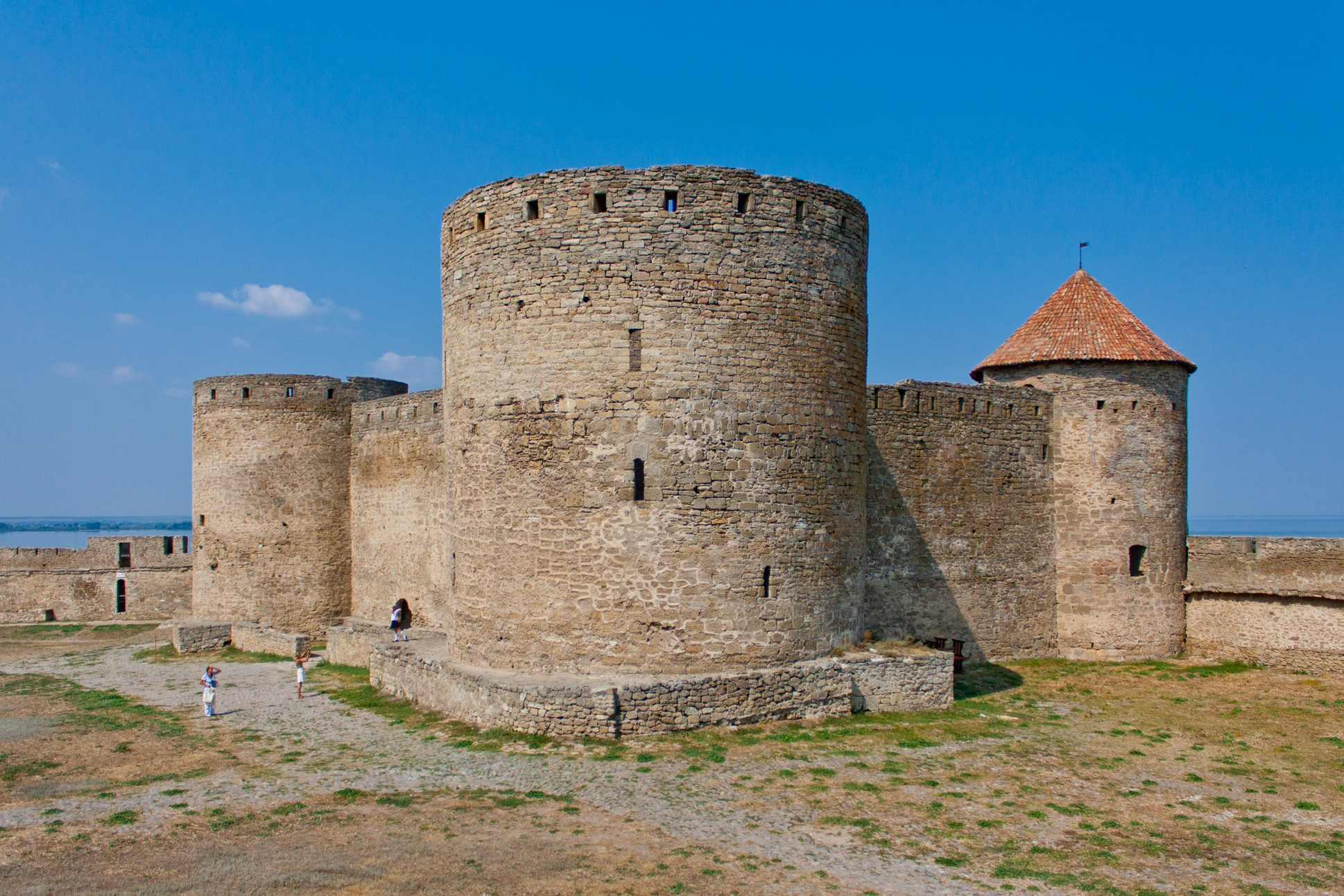
Ciudadela de la fortaleza
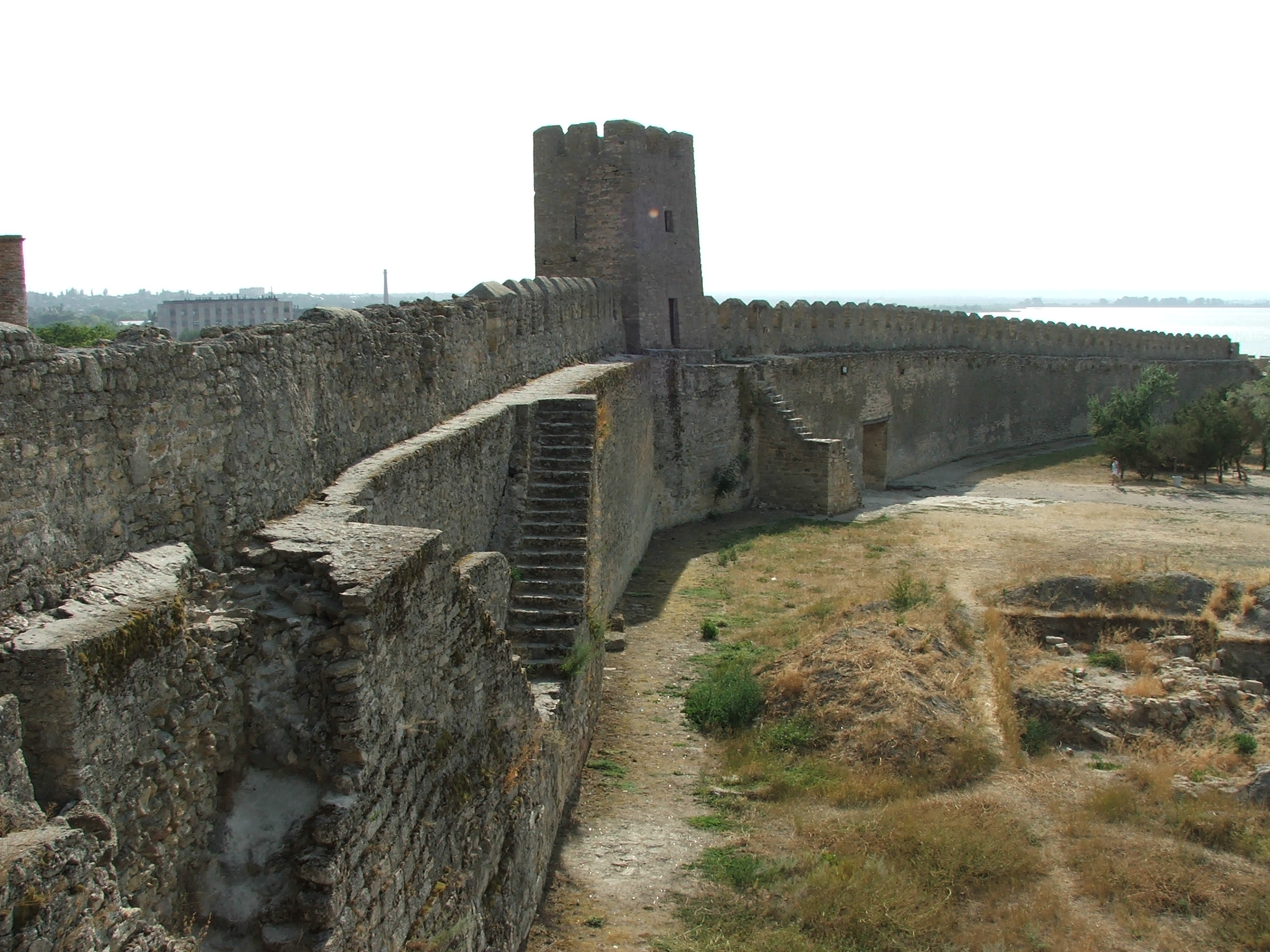
Muros de la fortaleza
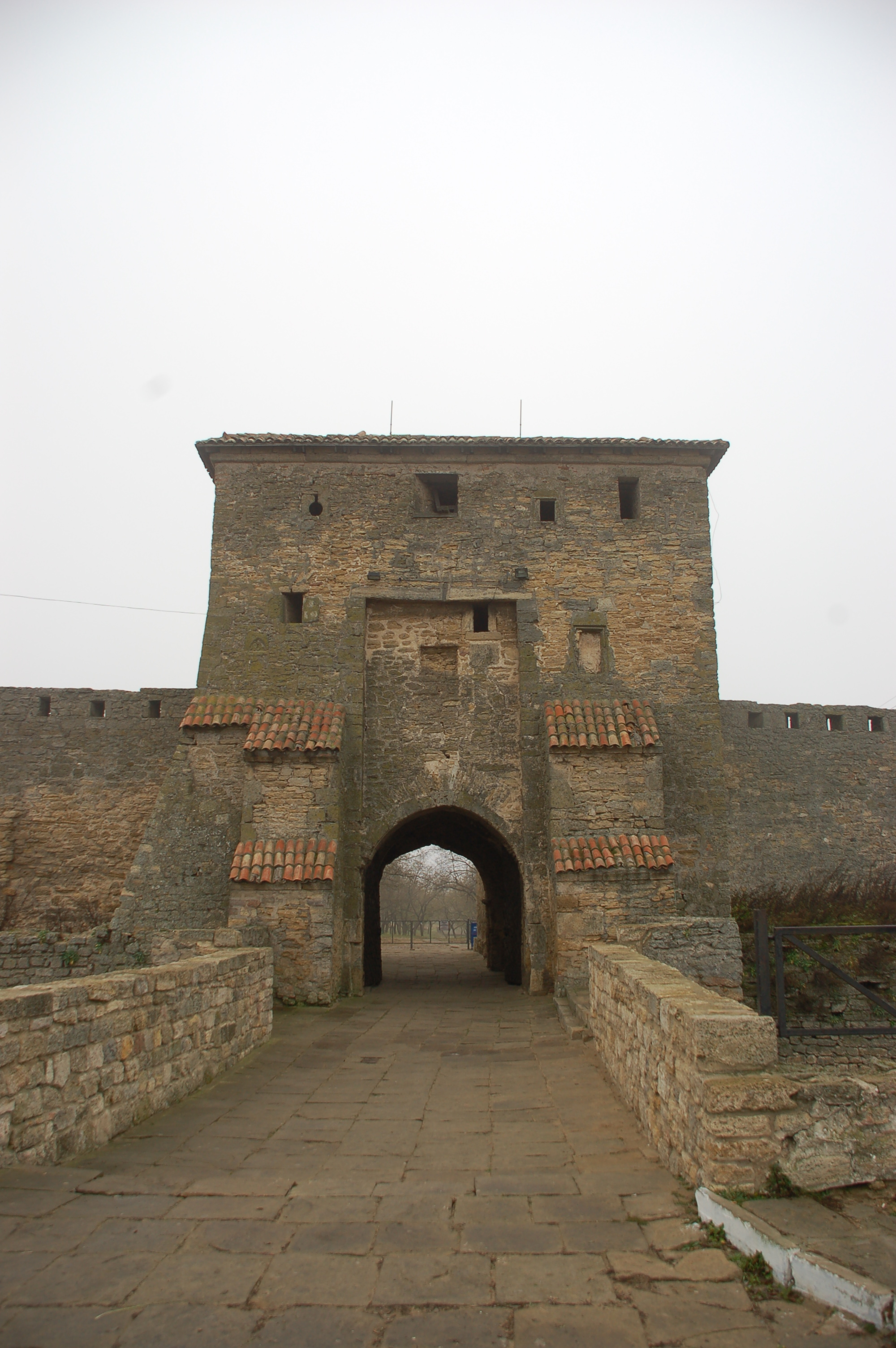
Entrada principal